# Krokodýl nilský

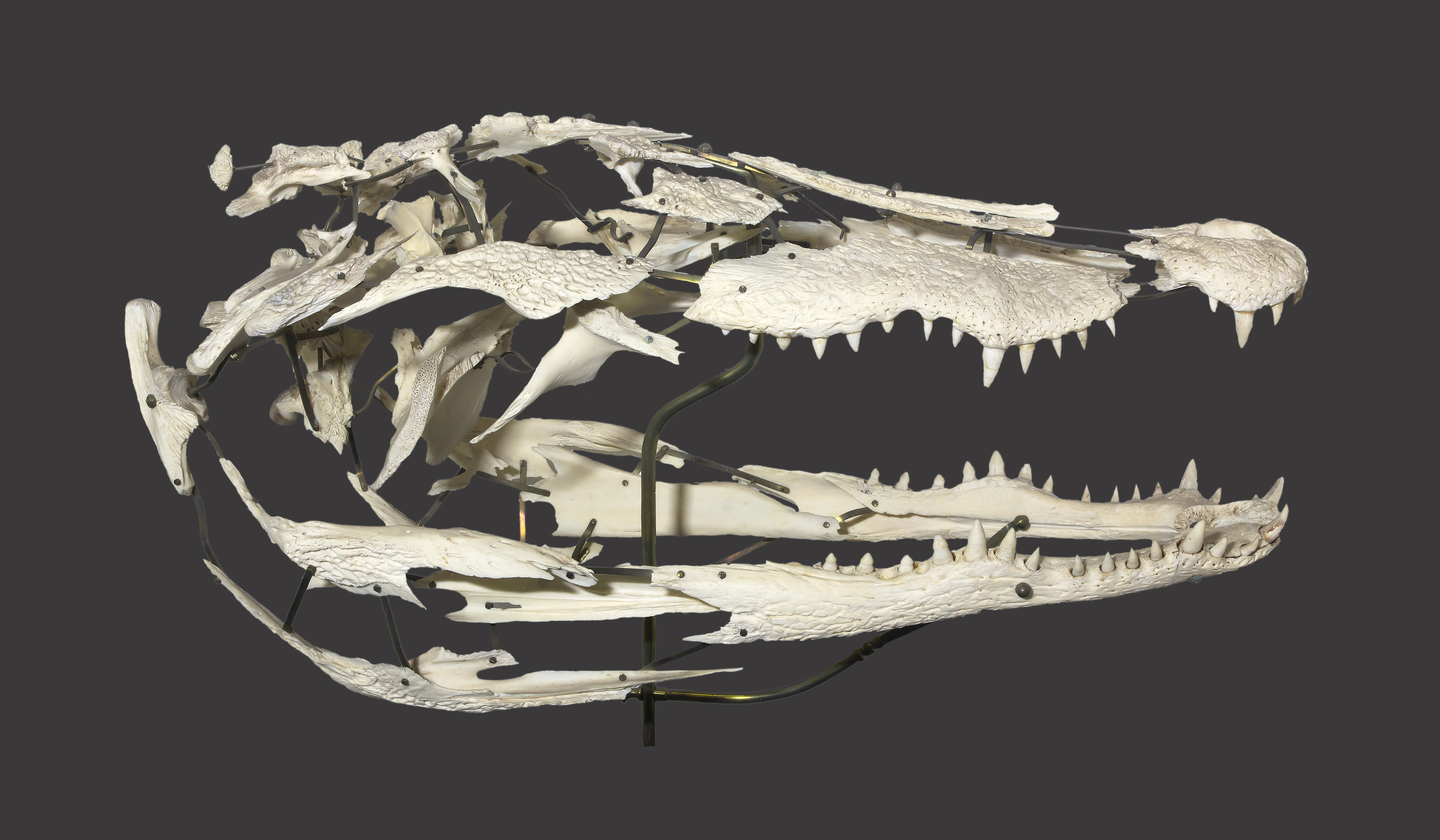
Crocodylus niloticus

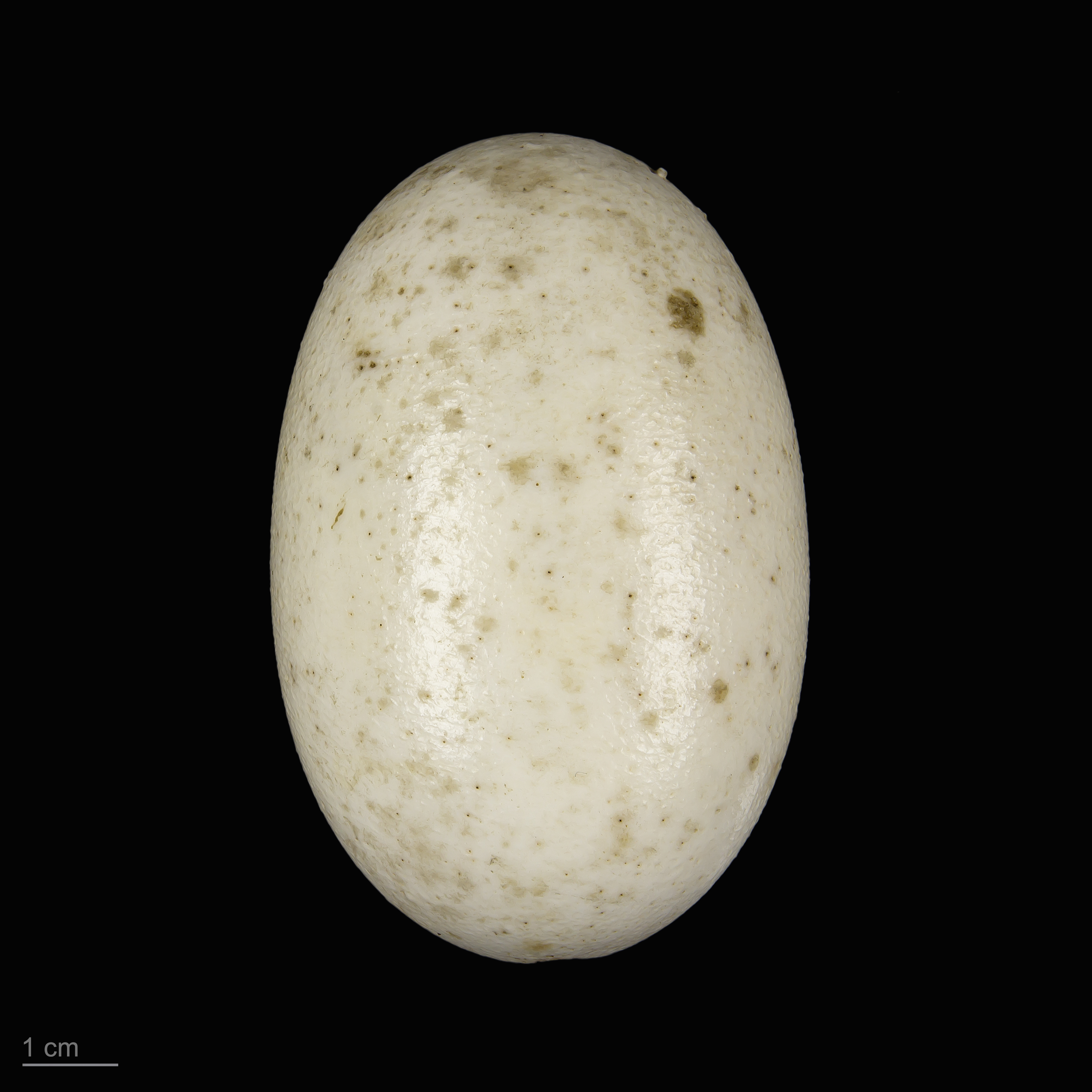
Crocodylus niloticus

Krokodýl nilský (Crocodylus niloticus) je nejhojnější a nejznámější druh krokodýla, patří rovněž k druhům, dorůstajícím největší velikosti. Vyskytuje se na většině území Afriky a v Izraeli. Navzdory lovu i úbytku stanovišť zatím nepatří mezi ohrožené druhy. Pro svou kůži i maso je chován na krokodýlích farmách po celém světě.

## Pojmenování
Vědecký název Crocodylus niloticus dal zvířeti roku 1768 rakouský přírodovědec Josph Nicolaus Laurenti, toto pojmenování však má antické kořeny. Slovo krokodýl pochází z řečtiny a poprvé je doloženo v díle Hérodota. Doslova znamená "dlážděný červ", což má odkazovat na tvrdé hřbetní destičky. Už starověcí autoři jako Diodóros Sicilský používali označení crocodylus niloticus, tedy doslova nilský dlážděný červ. Podle pozdně antických Etymologií Isidora ze Sevilly je slovo crocodylus odvozeno od květiny krokusu, protože krokodýli mají stejně žluté břicho jako šafrán, získávaný z krokusu. Tento výklad však není obecně přijímán.
Afričtí domorodci nazývají krokodýla nilského mnoha názvy. V Súdánu je krokodýl znám pod arabským názvem timsah, v západní Africe ho Hausové nazývají kada a Jorubové öni, ve východní Africe je znám pod svahilským názvem mamba, v Burundi je nazýván ingona, v Kongu ho mluvčí jazyka lingala nazývají nkóli, v jižní Africe ho Zuluové, Khosové, Tswanové či Vendové nazývají ngwena či kwena a Malgaši na Madagaskaru mu dali jméno voay.

## Popis

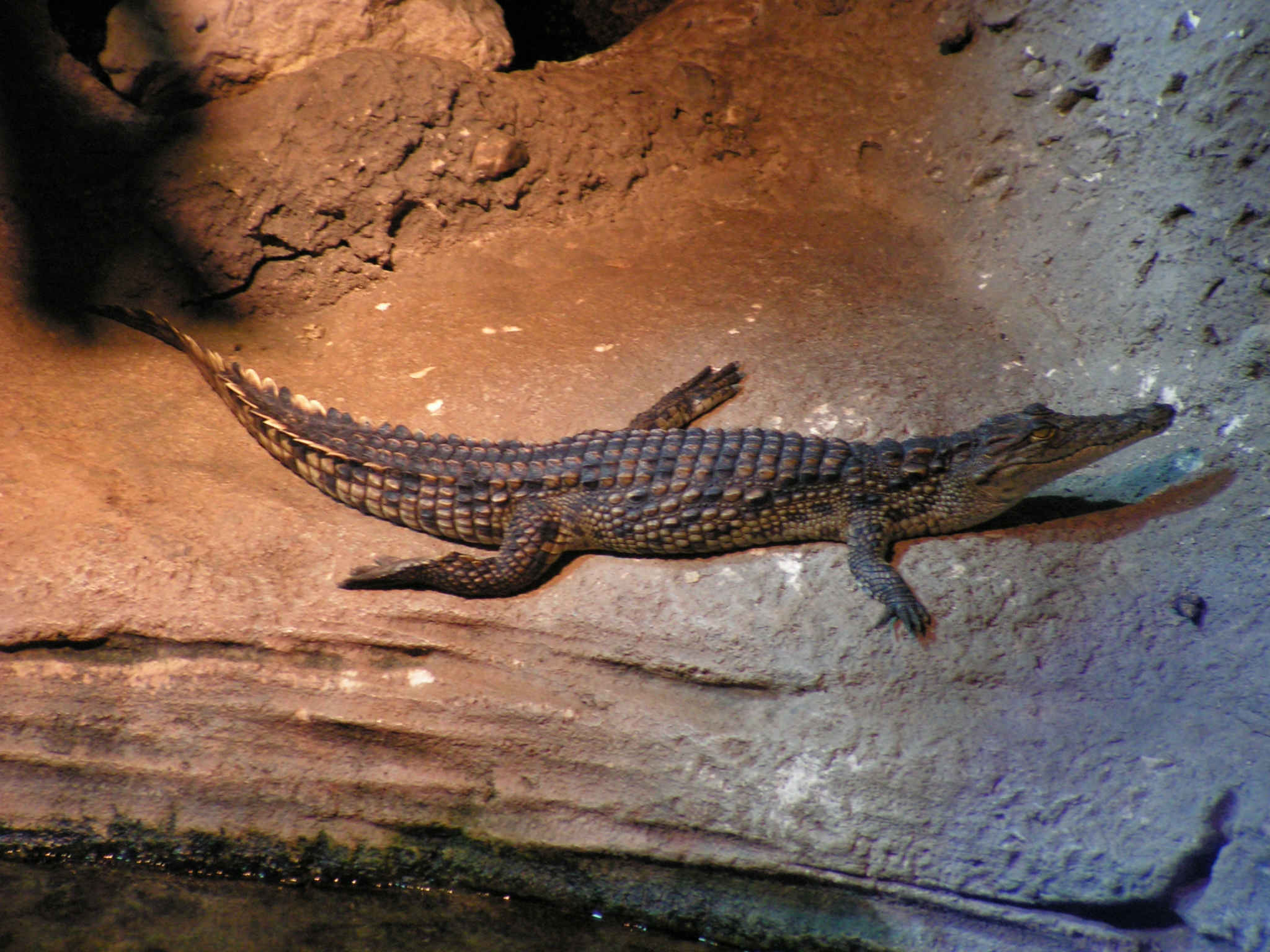
Mladý jedinec

Krokodýl nilský patří mezi největší a nejagresivnější druhy krokodýlů. Za vhodných podmínek může dorůst délky možná více než 6 metrů a hmotnosti nad 1000 kg, ale jedinci delší než 5 metrů jsou spíše vzácní. Asi největší žijící krokodýl nilský se jmenuje Gustav a pravděpodobně stále žije ve volné přírodě na řece Ruzizi v Burundi, je mu asi okolo 60–70 let. Zároveň se jedná o velmi nebezpečného jedince, který zabil údajně několik stovek lidí. Protože nebyl nikdy odchycen, jeho rozměry nejsou známy; odhaduje se, že je dlouhý asi 5,5 metru a váží více než 900 kilogramů.
Pohlavní dimorfismus je spíše nevýrazný, spočívá především ve velikosti; samci zpravidla dorůstají větších rozměrů než samice. Samci měří v průměru okolo 4 metrů, samice mírně přes 3 metry.
Jako všechny druhy krokodýlů má krokodýl nilský kůži pokrytou hranatými šupinami, které se vzájemně nepřekrývají. Ty jsou na hřbetě a ocase podloženy kostními štítky (osteodermy), zatímco na hlavě je kůže pevně přirostlá k lebce. V zadní části hřbetu a na ocase tvoří šupiny dvojitý hřeben, který asi ve dvou třetinách délky ocasu splývá do jediného, vyššího hřebenu. Vzhledem k tomu, že pod kůží na břiše nemá vyvinuty osteodermy (tvrdé kostěné štíty), jeho kůže se hodí pro komerční využití. Z toho důvodu je hojně loven a rovněž chován na farmách.
Zbarvení je olivově zelené, šedé až modrozelené, často s tmavými skvrnami a proužky, především na bocích. Břicho je žlutavé, světle zelené nebo špinavě bílé. Končetiny jsou silné, přední mají pět prstů, zadní mají prsty jen čtyři, spojené malou plovací blánou. Hlava krokodýla nilského je dlouhá a poměrně široká, na konci poněkud zúžená. Počet zubů je 64 až 68, čtvrtý spodní zub vyčnívá, jako u všech krokodýlovitých, ze zavřené tlamy. Zuby jsou kuželovité a neumožňují žvýkání. Zuby jsou zasazeny do jamek v čelistech (thekodontní typ chrupu) a během života se poměrně často vyměňují. Velcí, staří krokodýlové během života prodělali výměnu zubů nejméně čtyřicetkrát.

## Způsob života
Krokodýl nilský žije obvykle samotářsky, i když na vhodných stanovištích dosahuje jeho populace značné hustoty. Samci jsou teritoriální a zejména v období páření neváhají napadat jiné krokodýly. Přes den se krokodýli nejčastěji sluní na břehu, odkud při vyrušení prchají do vody. Nejaktivnější jsou za soumraku, kdy také zpravidla loví. Přestože krokodýl na souši působí neohrabaně, při útěku nebo útoku na kořist dokáže vyvinout značnou rychlost. Ve vodě krokodýl nilský plave horizontálním vlněním dlouhého ocasu. Při útoku na kořist se krokodýl dokáže prudce vymrštit z vody do výšky 1–2 m. K odpočinku si krokodýli nilští vyhrabávají pod břehem prostorné nory, které mohou měřit až 10 m. Zde přečkávají i dlouhotrvající sucha nebo období nedostatku potravy, často i více zvířat pohromadě.
Ke vzájemné komunikaci využívají krokodýlové širokou škálu optických, akustických a pachových signálů. Podčelistní pachové žlázy se uplatňují zejména v době páření. Na rozdíl od většiny plazů mají krokodýlové nilští poměrně široký hlasový repertoár. Samci v období páření hlasitě řvou, mláďata při líhnutí komunikují s rodiči zvláštním kvákáním, které se podobá kvákání kachny. Při ohrožení mláďata přivolávají matku kvákáním a pištěním.
Mezi krokodýlem nilským a některými ptáky, zejména kulíkem nilským (Pluvianus aegyptius) a čejkou ostruhatou (Vanellus spinosus) existují komenzální vztahy, podobně jako mezi velkými africkými savců a klubáky či volavkou rusohlavou. Ptáci se pohybují mezi krokodýly, slunícími se na břehu, odstraňují jim parazity i zbytky potravy, uvázlé mezi zuby. Mohou krokodýly rovněž varovat před nebezpečím.
Krokodýl nilský je vysoce efektivním a nebezpečným sladkovodním predátorem, schopným ulovit kořist od velikosti volavky až po buvola kaferského nebo (v ojedinělých případech) i hrocha. Značně nebezpečný je také člověku, protože lze snadno podcenit jeho mrštnost a rychlost, stejně jako drtivou sílu jeho čelistí (až 22 000 newtonů).

## Rozšíření
Krokodýl nilský se ve starověku vyskytoval v celé Africe, na Madagaskaru a na Blízkém východě, např. v řece Jordán. V Egyptě a v asijské části svého areálu však byl v průběhu 19. století vyhuben. V současné době se vyskytuje v Africe jižně od Sahary, od Mali, Senegalu a Súdánu až po Kapsko. Na Madagaskaru je poměrně vzácný, v Izraeli byl reintrodukován koncem 20. století. Je vázán na vodní plochy, především řeky a jezera, k životu mu ale stačí i rozsáhlejší bažina. Izolovaná populace žije dokonce i v saharských oázách pohoří Tassíli. Zdejší krokodýli dosahují délky jen do 2 m a jejich populace je ohrožena vyhubením. Na Madagaskaru žije i jeskynních řekách (např. rezervace Ankarana) a nevyhýbá se ani brakické vodě.

## Potrava
Krokodýl nilský je výlučně masožravý. Skladba potravy se mění v závislosti na věku a velikosti krokodýla. Mláďata do délky 1 metru se zdržují při břehu, kde loví především hmyz (přes 60 % potravy), dále žáby, korýše, pavouky či malé rybky. Starší zvířata v délce 1–3 metru se živí téměř výhradně rybami, jen malá část potravy připadá na korýše, měkkýše, žáby, vodní hmyz a drobné savce či plazy. Dospělá zvířata dorůstající 4–6 metru loví velké ryby (zvláště sumce, okouna nilského, bahníky), želvy a jiné plazy, vodní ptáky, ale také savce, až do velikosti žirafy, buvola, mladého hrocha či slůněte. Častější kořistí jsou však pakoně, prasata bradavičnatá, vodušky, sitatungy či jiné antilopy.
Menší kořist krokodýl usmrtí stiskem čelistí, větší savce obvykle uchopí za přední končetinu nebo za čenich, stáhne pod hladinu a utopí. Protože krokodýli nemohou žvýkat, trhají kořist nejčastěji tak, že se pevně zakousnou a pak otáčením kolem své osy vytrhnou kus masa. Větší úlovek často ukládají v norách pod podemletým břehem , kde ho konzumují několik dní. Konzumují také mršiny, naproti tomu kanibalismus je pouze výjimečný. Krokodýl má v čelistech mimořádný stisk, dosahující síly až 13 kN.

## Rozmnožování
V období páření krokodýli vydávají bučivé zvuky, zesiluje také jejich pach. V obou případech se jedná o prostředky komunikace mezi pohlavími. Po páření, které probíhá ve vodě, si samice na břehu vyhrabe jámu, hlubokou asi 50–80 cm, do které může položit až 100 vajec (nejméně asi okolo 20–25). Počet vajec závisí na velikosti a kondici samice. Vejce mají oválný tvar a měří asi 8 x 6 cm. Po nakladení samice jámu s vejci zahrabává. Vlhká rostlinná hmota hnije a uvolňuje potřebné teplo. Pohlaví mláďat není dáno geneticky, ale závisí na teplotě, při níž se vejce inkubují (podobně jako u mnoha druhů želv a některých ještěrů). Při teplotách nižších než 29 °C se líhnou samičky, při teplotě kolem 30 °C je poměr pohlaví vyrovnaný, při vyšších teplotách převažují samci. Inkubace zpravidla trvá 85–95 dnů. Po celou dobu inkubace samice snůšku obvykle hlídá před predátory, přesto mnoho vajec padne za oběť dravým ptákům, čápům marabu, varanům nilským, hyenám, promykám či paviánům. Po vylíhnutí mláďata přivolávají matku kvákavými zvuky. Samice mláďatům pomáhá vyhrabat se z jámy a často je v tlamě odnáší do vody, kde je nějakou dobu (1–5 měsíců) hlídá. U příbuzných druhů bylo pozorováno, jak v období sucha samice převádí mláďata z vysychajícího jezírka do řeky.

## Krokodýli a člověk

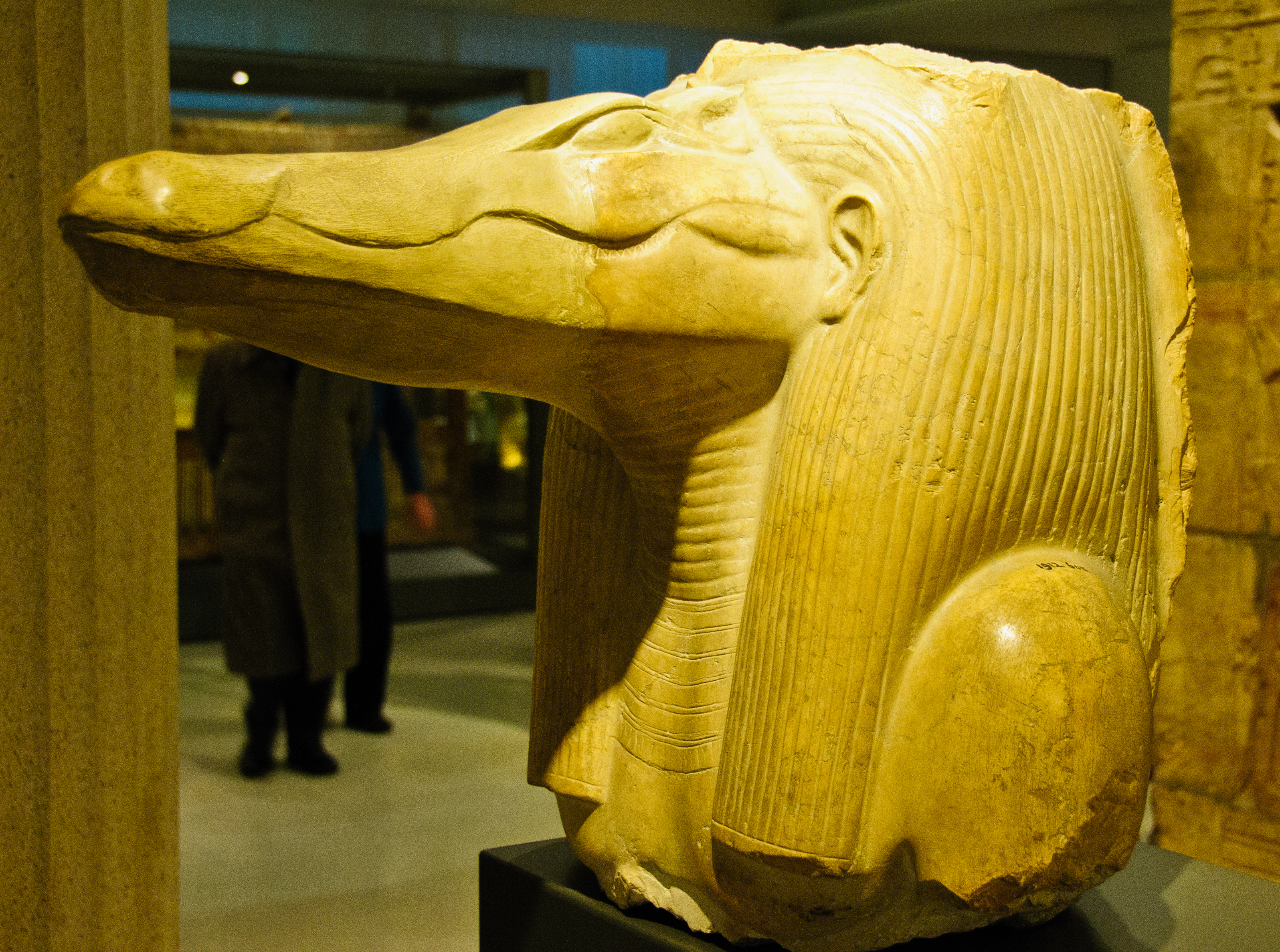
Socha boha Sobeka nalezená v Hawaře, v zádušním chrámu faraona Amenemheta III, asi 1770 př. Kr.

Staří Egypťané uctívali boha řeky Nilu jménem Sobek (řecky Súchos), jenž byl zobrazován s hlavou krokodýla. V jeho chrámech byli chováni krokodýli, které věřící krmili. Uhynulé krokodýly Egypťané také balzamovali. Krokodýlí kult ale nebyl rozšířen v celém Egyptě, centrem Sobekova kultu byl především Fajjúm, jinde, zvláště v Horním Egyptě, byli krokodýli naopak loveni a pojídání. V římské době byl krokodýl symbolem Egypta a jeho obraz se objevoval i na mincích. Římané krokodýly zneužívali při hrách v cirku. Zde byli krokodýli zabíjeni, štváni proti jiným zvířatům nebo jim byli předhazováni odsouzenci.
Ve středověkých bestiářích či Mandevillově cestopise se tradovalo mnoho představ o krokodýlech, kteří zabíjejí lidi a před jejich pozřením roní pokrytecké slzy, podle jiných legend žere krokodýl pouze muslimy a pohany, zatímco křesťanů si nevšímá.
V Africe a na Madagaskaru mnohé kmeny pokládají krokodýly za své předky, nebo věří, že se zemřelí lidé proměňují v krokodýly. Krokodýlí kult je dosud rozšířen např. mezi Šilúky v Jižním Súdánu, u etnika Dan v Pobřeží slonoviny nebo u Mossiú v Burkině Faso. Někde, zvláště na Madagaskaru nebo v oblasti Velkých jezer (království Buganda a Buňoro) byli krokodýlové používáni k ordálům, při nichž měl obviněný proplavat mezi krokodýly. Po celé Africe jsou rozšířeny představy o čarodějích, kteří se mohou teriantropicky proměňovat v krokodýly nebo je alespoň ovládat. V oblasti Pobřeží slonoviny, Libérie a delty Nigeru existovaly tajné společnosti krokodýlích lidí, kteří nosili krokodýlí masky a provozovali obřady, včetně rituálních vražd a kanibalismu (obdoba známějších společností Levhartích lidí).
K lovu krokodýlů slouží v Africe především udice s velkým dvojhákem, případně harpuna, loví se rovněž odstřelem, především v noci, za pomoci reflektoru, kterým lovci krokodýly oslní. Dost rozšířené jsou i krokodýlí farmy, které se objevují v poslední době i v Evropě. V České republice byly zastoupeny kontroverzním podnikem ve Velkém Karlově na Znojemsku, zrušeným roku 2014. Využívá se kůže, především z břišních partií a také maso. Afričtí domorodci využívají pachové žlázy, tuk i orgány krokodýlů k magickým, medicínským nebo kosmetickým účelům. Vzhledem k velkým rozměrům a relativně rychlému růstu se krokodýl nilský nehodí pro chov v bytových podmínkách. Rovněž v ZOO se s ním setkáváme poměrně zřídka, v České republice je chová jen krokodýlí ZOO Protivín.